# Красний (Смоленська область)
Красний (рос. Красный) — селище міського типу (з 1965) в Росії, адміністративний центр Краснинського району Смоленської області.
Населення — 4524 особи (2007).

## Географія
Селище розташоване при злитті річок Мерея й Свина (басейн Дніпра), за 45 км на південний захід від Смоленська й за 18 км від залізничної станції Гусино на лінії Вязьма — Смоленськ.

## Історія
Перша згадка про поселення датується 1165 роком, коли смоленський князь Давид Ростиславович, захопив Вітебськ та передав Красен в наділ дідичу, вітебському князю Роману.
1776 року село стало повітовим містом Краснинського повіту Смоленської губернії.
1812 року під час Російсько-французької війни під містом відбулось 2 значні битви.
За даними на 1859 рік у місті мешкало 2806 осіб (1439 чоловічої статі та 1377 — жіночої), налічувалось 357 дворових господарств, існували 3 православні церкви, приходське училище, поштова станція, 2 шкіряних, 6 маслобійних, 5 круподерних і цегельний заводи, відбувалось 3 ярмарки на рік й базари щонеділі.
За переписом 1897 року кількість мешканців зменшилась до 2753 осіб (1338 чоловічої статі та 1415 — жіночої), з яких 2554 — православної віри.

## Відомі особи
В селищі пройшло дитинство Кирила Щолкіна (1911–1968)  — майбутнього відомого фізика-ядерника.
В селищі народилися:
- Андрюхіна Марія Федорівна — Герой Соціалістичної Праці;
- Валерій Нельський (1906–1990) — театральний актор, народний актор СРСР (1975).

## Джерело
- (рос.) Велика радянська енциклопедія[недоступне посилання з квітня 2019]